# ويليام تي رايدر
ويليام تي رايدر (بالإنجليزية: William T. Ryder)‏ هو عسكري أمريكي، ولد في 16 أبريل 1913 في سانت لويس في الولايات المتحدة، وتوفي في 1 أكتوبر 1992 في بينهورست في الولايات المتحدة.